# Tupesy
Tupesy – gmina w Czechach, w powiecie Uherské Hradiště, w kraju zlińskim. Według danych z dnia 1 stycznia 2012 liczyła 1114 mieszkańców.
Miejscowość znana jest z licznych warsztatów garncarskich w której wytwarza się specyficzną ceramikę fajansową malowaną w charakterystyczne róże. Znajduje się tam muzeum miejscowej ceramiki.